# Латвійська сідловина
Латвійська сідловина — велика тектонічна структура меридіонального простягання розміром 120 x 95 км, що відокремлює Балтійську та Московську синеклізи Східно-Європейської платформи і з'єднує Білоруську антеклізу через Естонську монокліналь з Балтійським щитом. На територію Білорусі сідловина заходить невеликою ділянкою в районі міст Браслав, Міори, Верхньодвінськ. В осьовій частині кристалічний фундамент залягає на відмітках близько -0,6 км і занурюється на захід у бік Торопецько-В'яземського прогину до -1,4 км, піднімається до півдня у бік Білоруської антеклізи до -0,5 км.
Розташована на території північної Білорусі, Латвії, західної частини Псковської області Росії.
Формування сідловини відбувалося переважно у піздньобайкальський і каледонський етапи. Поверхня кристалічного фундаменту залягає на глибині від -500 до 1000 м. На ній виділено виступи, прогини, моноклінали, обмежені розломами з амплітудою 50-100 м і ускладнені локальними малоамплітудними (50-70 м) підняттям. Платформовий чохол складний з вендських, кембрійських, ордовикських, силурийських, девонських і антропогенових відкладень.